# Tootsi
Tootsi je estonský městys v kraji Pärnumaa. Spadá pod samosprávnou obec Põhja-Pärnumaa.
V obci se nachází závod na zpracování rašeliny společnosti AS Tootsi Turvas. Rašelina je z rašelinových polí do závodu dopravována úzkorozchodnou železnicí.